# 高溫爐
高溫爐，又稱高溫加熱爐，是由耐火磚與電熱線所製作而成。主要用於工廠、科學研究室、實驗室加溫、熱處理，是各類研究室中不可缺少的儀器設備。